# 切彭省

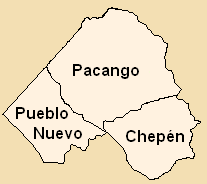

切彭省（西班牙語：Provincia de Chepén），是秘魯的省份，位於該國西北部拉利伯塔德大區，首府是切彭，海拔高度130米，始建於1984年9月6日，面積1,142平方公里，2007年人口85,980，人口密度每平方公里75.26人。

## 外部連結
- （西班牙文） Provincial Municipality of Chepén

7°13′36″S 79°25′45″W / 7.22667°S 79.42917°W